# Vallenay
Vallenay és un municipi francès, situat al departament de Cher i a la regió de Centre – Vall del Loira. L'any 2007 tenia 693 habitants.

## Demografia

### Població
El 2007 la població de fet de Vallenay era de 693 persones. Hi havia 322 famílies, de les quals 105 eren unipersonals (39 homes vivint sols i 66 dones vivint soles), 116 parelles sense fills, 93 parelles amb fills i 8 famílies monoparentals amb fills.
La població ha evolucionat segons el següent gràfic:
Habitants censats

### Habitatges
El 2007 hi havia 412 habitatges, 323 eren l'habitatge principal de la família, 35 eren segones residències i 54 estaven desocupats. 392 eren cases i 17 eren apartaments. Dels 323 habitatges principals, 236 estaven ocupats pels seus propietaris, 83 estaven llogats i ocupats pels llogaters i 4 estaven cedits a títol gratuït; 1 tenia una cambra, 19 en tenien dues, 82 en tenien tres, 120 en tenien quatre i 101 en tenien cinc o més. 230 habitatges disposaven pel capbaix d'una plaça de pàrquing. A 162 habitatges hi havia un automòbil i a 122 n'hi havia dos o més.

### Piràmide de població
La piràmide de població per edats i sexe el 2009 era:
| Homes | Edats   | Dones |
| ----- | ------- | ----- |
| 0     | 95 o +  | 0     |
| 0     | 90 a 94 | 0     |
| 8     | 85 a 89 | 8     |
| 20    | 80 a 84 | 4     |
| 12    | 75 a 79 | 28    |
| 32    | 70 a 74 | 32    |
| 28    | 65 a 69 | 32    |
| 16    | 60 a 64 | 12    |
| 0     | 55 a 59 | 28    |
| 24    | 50 a 54 | 20    |
| 40    | 45 a 49 | 24    |
| 20    | 40 a 44 | 24    |
| 24    | 35 a 39 | 28    |
| 28    | 30 a 34 | 24    |
| 32    | 25 a 29 | 24    |
| 4     | 20 a 24 | 0     |
| 8     | 15 a 19 | 32    |
| 8     | 10 a 14 | 20    |
| 16    | 5 a 9   | 12    |
| 12    | 0 a 4   | 12    |

## Economia
El 2007 la població en edat de treballar era de 427 persones, 317 eren actives i 110 eren inactives. De les 317 persones actives 279 estaven ocupades (162 homes i 117 dones) i 38 estaven aturades (13 homes i 25 dones). De les 110 persones inactives 44 estaven jubilades, 21 estaven estudiant i 45 estaven classificades com a «altres inactius».

### Ingressos
El 2009 a Vallenay hi havia 323 unitats fiscals que integraven 691 persones, la mediana anual d'ingressos fiscals per persona era de 17.281 €.

### Activitats econòmiques
Dels 30 establiments que hi havia el 2007, 3 eren d'empreses extractives, 1 d'una empresa alimentària, 2 d'empreses de fabricació d'altres productes industrials, 3 d'empreses de construcció, 5 d'empreses de comerç i reparació d'automòbils, 1 d'una empresa de transport, 5 d'empreses d'hostatgeria i restauració, 1 d'una empresa d'informació i comunicació, 2 d'empreses de serveis, 5 d'entitats de l'administració pública i 2 d'empreses classificades com a «altres activitats de serveis».
Dels 8 establiments de servei als particulars que hi havia el 2009, 1 era una oficina de correu, 2 electricistes, 1 perruqueria, 3 restaurants i 1 tintoreria.
Dels 3 establiments comercials que hi havia el 2009, 1 era una botiga de més de 120 m², 1 una botiga de menys de 120 m² i 1 una fleca.
L'any 2000 a Vallenay hi havia 12 explotacions agrícoles que ocupaven un total de 2.034 hectàrees.

## Equipaments sanitaris i escolars
L'únic equipament sanitari que hi havia el 2009 era una farmàcia.
El 2009 hi havia una escola elemental.

## Poblacions més properes
El següent diagrama mostra les poblacions més properes.